# Carl Gustaf Wulfrath
Carl Gustaf Wulfrath, född 9 mars 1672 på Lüssow utanför Stralsund, död där 1741, var en svensk militär. Han var bror till Berndt Christopher Wulfrath.

## Biografi
Carl Gustaf Wulfrath var son till regeringskansler Herman Wulfrath och Christina Rehnskiöld. Han blev menig soldat vid ett infanteriregemente i Stettin 1686, sergeant vid Tiesenhausens svenska infanteriregemente i Nederländerna 1689, fänrik med fullmakt av Vilhelm III av England samma år, kapten 1693 och erhöll avsked 1698. Wulfrath blev 1700 kapten vid Livdragonregementet, generaladjutant vid Rehnskiölds armé 1704, major vid Pommerska kavalleriregementet samma år och överstelöjtnant där 1705. Han var överste och chef för Pommerska kavalleriregementet 1710–1712, blev sekundöverste vid Östgöta kavalleriregemente 1712 och generalmajor 1713. Wolfrath blev fången vid kapitulationen i Tönningen 1713, hemkom vid krigsslutet och blev 1720 generallöjtnant. Han blev 1723 överkommendant i Stralsund. Wulfrath skrev sig till godsen Lüssow, Poltzin, Schmatzin, Owstien och Schlatkow i Pommern samt till Torstorps säteri i Grimetons socken i Halland.